# جامعة الخدمة المالية الحكومية الأوكرانية
جامعة الخدمة المالية الحكومية الأوكرانية مؤسسة تعليم عالي أوكرانية، (بالأوكرانية: Університет державної фіскальної служби України) هي جامعة تقع في كييف عاصمة أوكرانيا. تأسست هذه الجامعة في سنة 1921